# Kooul
Kooul est une application marocaine de livraison de repas développée par la société ORA Technologies. Son siège se trouve à Casablanca.

## Histoire
Kooul a été initié en 2023 par l’entrepreneur marocain Omar Alami, après un parcours dans les secteurs de la finance et des technologies financières en Europe. La société ORA Technologies, créée à la même période, a rassemblé une équipe d’ingénieurs et de spécialistes en numérique pour concevoir l’application.
L’application a été officiellement lancée en 2024 à Casablanca et Marrakech, avant de s’étendre à d’autres villes. Dès ses débuts, elle a établi des partenariats avec des enseignes locales de restauration afin d’assurer une offre diversifiée. Le développement de Kooul s’inscrit dans une dynamique visant à favoriser des solutions numériques conçues et opérées au Maroc.

## Stratégie et développement
L’entreprise a choisi une stratégie d’implantation progressive, en se concentrant d’abord sur les grandes agglomérations marocaines. Le lancement s’est accompagné d’une mise en avant de l’innovation locale et d’une volonté de structurer un écosystème numérique national.
Kooul se positionne comme un acteur local de la livraison de repas dans un marché dominé par des plateformes étrangères. La société met en avant son ancrage national et son modèle de collaboration avec les restaurateurs et les livreurs.